# Mit mir nicht, Madam!
Pour les articles homonymes, voir Hostess.
Pour plus de détails, voir Fiche technique et Distribution.
Mit mir nicht, Madam! (en français Pas avec moi, Madame !) est un film est-allemand réalisé par Roland Oehme (de) et Lothar Warneke sorti en 1969.

## Synopsis
Le journaliste Thomas voyage avec un groupe de créateurs de mode et de mannequins ainsi que le photographe Hasselhuhn depuis la RDA vers un festival international de mode. Pendant le vol, il fait la connaissance d'un prêtre qui lui ressemble beaucoup. Peu après son atterrissage, il est bientôt suivi par des Italiens et des Britanniques, sans savoir pourquoi. L'Anglaise Mabel Patrick semble également se méprendre sur lui, pénètre la nuit dans sa chambre d'hôtel et la fouille secrètement. La seule distraction de Thomas vient de la belle Eva, qu'il essaie de rencontrer à plusieurs reprises, ce qui est toujours empêché par son oncle.
Le jour des défilés de mode, Eva est kidnappée par les hommes de Mabel et Thomas est attiré dans l'appartement d'Eva. Il est accueilli par Mabel, qui le menace avec un pistolet. Elle lui explique la raison de toute cette étrangeté : elle pense qu'il est le jeune créateur de mode français Charles, que Thomas a rencontré alors qu'il était avec le prêtre dans l'avion. Ce dernier envisage de ramener une maison de couture parisienne au sommet du monde avec une ligne de vêtements anti-Florège, qui fut accueillie avec horreur par les maisons de couture spécialisées Florège à Rome et à Londres. Thomas est censé être recruté par la maison de couture londonienne à laquelle appartient Mabel. Il parvient à s'échapper.
Pendant ce temps, Eva est libérée par Charles et disparaît. Thomas, les mannequins et Hasselhuhn entament le vol de retour vers Berlin, tandis que les poursuivants romains et britanniques sont mis hors de portée par divers accidents de voiture. Thomas apprend par une lettre que Charles n'a jamais prévu de ligne anti-Florège, mais qu'il ne s'agissait que d'une rumeur infondée. Il rencontre enfin Eva dans l'avion, qui travaille en fait comme hôtesse de l'air et est régulièrement à Berlin. Il y a une fin heureuse.

## Fiche technique
- Titre : Mit mir nicht, Madam!
- Réalisation : Roland Oehme (de), Lothar Warneke
- Scénario : Wolfgang Ebeling, Rolf Römer
- Musique : Klaus Lenz
- Direction artistique : Alfred Hirschmeier
- Costumes : Ingeborg Kistner
- Photographie : Peter Krause (de)
- Son : Günter Dallorso
- Montage : Ursula Zweig
- Société de production : DEFA KAG "Roter Kreis"
- Société de distribution : Progress Film-Verleih
- Pays de production :  Allemagne de l'Est
- Langue : allemand
- Format : Couleur - 2,35:1 - mono - 35 mm
- Genre : Comédie
- Durée : 93 minutes
- Dates de sortie :
  - Allemagne de l'Est : 16 mai 1969.
  - Hongrie : 18 septembre 1969.

## Distribution
- Rolf Römer : Thomas/le prêtre
- Annekathrin Bürger : Mabel Patrick
- Krystyna Mikołajewska (pl) : Eva
- Rolf Herricht (de) : Hasselhuhn
- Milivoje Popović-Mavid (sr) : Menzano
- Etta Cameron : Carol X
- Enrico Bonaterra : Othello
- Alfredo Lugo : Cesare
- Peter Dommisch (de) : Bob
- Milan Bosiljčić : Bill
- Edwin Marian (de) : Josef
- Annemarie Brodhagen (de) : la cheffe d'équipe
- Bogić Bošković (sh) : le chauffeur de taxi
- Manfred Krug : le travailleur déchargeant des panneaux de signalisation/le chef d'équipe de construction/le portier/le passant s'essuyant le cou/L'oncle d'EvaL/l'invitée féminine/le serveur au café/le serveur à la fête/l'opérateur camera/le berger/le Noir/le violoniste manouche/le Capitaine de bord
- Karin Beewen : la barmaid
- Monika Reeh : la fille
- Marie-Lore Walter : un mannequin
- Ingrid Lungwitz : un mannequin
- Birgit Hegewald : un mannequin
- Elizabeth Grabacs : un mannequin

## Production
Le film est tourné en Yougoslavie (Bosnie). Le créateur de mode Heinz Bormann (de) et son entreprise "Original Bormann-Clothing" à Magdebourg sont chargés de créer les costumes pour ce film.
Krystyna Mikołajewska est doublée dans le film par Zofia Słaboszowska (pl).